# Mirni (Kuban)
Mirni - Мирный(rus) és un possiólok, un poble, del krai de Krasnodar, a Rússia. Es troba a la vora esquerra del riu Kuban, a 30 km a l'oest de Gulkévitxi i a 110 km a l'est de Krasnodar, la capital. Pertany al municipi de Kuban.